# 마네킹 챌린지
마네킹 챌린지(영어: Mannequin Challenge)는 미국에서 시작된 바이럴 인터넷 비디오 트렌드이다. 영상이 재생되는 동안 사람들은 마네킹처럼 부동 자세를 유지한다. 이 때 보통 레이 스레머드의 곡 "Black Beatles"가 배경 음악으로 깔린다.
트위터, 인스타그램 등 다수의 SNS에서 #MannequinChallenge라는 해쉬태그를 통해 급속도로 퍼지며 인기를 누렸다.
유행의 시초는 2016년 10월 미국 플로리다주 잭슨빌의 한 학생이 자신의 트위터 계정에 올린 영상으로 여겨진다.
물론 이전에도 마네킹 챌린지가 있었다. 2008년 "Improv Everywhere"이라는 공연예술단이 그랜드 센트럴 터미널에서 "Frozen Grand Central"라는 즉흥 공연을 선보였다. 마네킹처럼 부동 자세를 유지하는 건 같으나, 이 때는 플래시 몹 형태로 벌어졌다.

## 참여한 유명인

### 스포츠계
- 피츠버그 스틸러스 (2016.11.4)[7]; 이하 2016년 생략
- 애너하임 덕스 (11.13)[8]
- 댈러스 카우보이스 (11.6)[9][10]
- 버펄로 빌스 (11.6)[11]
- 뉴욕 자이언츠 (11.6)[11]
- 밀워키 벅스 (11.6)[12][13]
- 보루시아 도르트문트[14]
- 포르투갈 축구 국가대표팀와 크리스티아누 호날두[15]
- 축구선수 마커스 래쉬포드, 제시 린가드[16]
- 축구선수 제이미 바디, 라힘 스털링, 시오 월컷 (11.15; 스페인 축구 국가대표팀과의 친선 경기에서 두번째 골 득점 후)[17]
- 스페인 축구 국가대표팀[18]
- 벨기에 축구 국가대표팀[19]
- 미국 여자 축구 국가대표팀 (11.13)[20]
- 미국 체조선수 시몬 바일스, 나스티아 리우킨, 다넬 레이바 (11.13)[21]
- NBA 농구선수 스테픈 커리[22]
- WWE NXT 크루 (11.8)[23]
- 클리블랜드 캐벌리어스팀과 영부인 미셸 오바마 (백악관에서)[24][25]

### 문화&연예계
- 레이 스레머드[26][27]
- 케빈 하트
- 《댄싱 위드 더 스타》 US 크루와 참가자[28]
- 비욘세, 미셸 윌리엄스, 켈리 롤런드 (11.7)[29]
- 아델 (11.7)[30]
- 컨트리 가수 가스 브룩스 (11.12)[31]
- 브리트니 스피어스 (11.13)[32]
- DJ 마쉬멜로우[33]
- 폴 매카트니[34][35]
- 엘런 디제너러스, 워런 비티[36]
- 제임스 코든과 크루, 관객들 (《더 레이트 레이트 쇼 위드 제임스 코든》에서)[37]
- 롭 카다시안, 블랙 차이나[38]
- 크리스틴 위그와 《SNL》 크루 (11.19, 크리스틴 위그 호스트 회차 프로모션 영상에서)[39]
- 테일러 스위프트, 오스틴 스위프트, 가수 토드릭 홀, 모델 마샤 헌트, 모델 릴리 도날슨, 블로거 레아 매카시 (11.24)[40]
- 알레산드라 암브로지우, 모델 헬레나 크리스텐센, 모델 나타샤 폴리[41]
- 이방카 트럼프[42]

### 정치계
- 영부인 미셸 오바마와 르브론 제임스를 포함한 클리블랜드 캐벌리어스팀 (백악관에서)[43]
- 힐러리 클린턴, 존 본 조비, 빌 클린턴, 후마 애버딘 (2016년 미국 대통령 선거 전날 밤)[44][45]

### 대한민국
- 우주소녀 (2016.11.21)[46]
- HONNE (2016년 11월 내한 공연에서)[47]
- 《비정상회담》[48]
- 《SNL 코리아》 ("닥터스트레인지의 길거리마법2" 코너)[49]
- B1A4[50]
- 여자친구, 갓세븐, 세븐틴 - 2016 MAMA
- 에일리 - 2016 콘서트 Welcome Home (경희대학교 평화의 전당)
- 트와이스와 《로스트테일》 스태프[51]
- AOA[52]
- 에이핑크 - 2016 < PINK PARTY> 콘서트[53]

## 같이 보기
- 불릿 타임
- 시체놀이
- 무궁화 꽃이 피었습니다
- 할렘 셰이크 (밈)